# Etheostoma trisella
Etheostoma trisella là một loài cá thuộc họ Percidae. Chúng là loài đặc hữu của Hoa Kỳ.